# Cortaderas
Cortaderas es una localidad cabecera de la Municipalidad homónima, en el departamento Chacabuco, en la provincia de San Luis, Argentina.
Se halla enclavada al pie de la sierra de Comechingones, a unos 20 km al sur de la Villa de Merlo y a 150 km al norte de Río Cuarto.

## Localidades y parajes
- Cortaderas
- Villa Elena
- San Miguel
- Balcarce

## Población
Contó con 822 habitantes (Indec, 2010), lo que representó un incremento del 24% frente a los 661 habitantes (Indec, 2001) del censo anterior. Estas cifran incluyen a la localidad de Villa Elena.
Según el censo 2022 la población total de la Comisión municipal fue de 3188 personas. En tanto, el número de viviendas registradas fue de 1267.Esto le valió ser la Comisión municipal más grande de la provincia.
| Gráfica de evolución demográfica de Cortaderas entre 1947 y 2022 |
|                                                                  |
| Fuente: Censos nacionales del INDEC                              |